# لوكاس كوبلر
لوكاس كوبلر (بالألمانية: Lukas Kübler)‏ هو لاعب كرة قدم ألماني في مركز الدفاع، ولد في 30 أغسطس 1992 في بون في ألمانيا. شارك مع منتخب ألمانيا تحت 20 سنة لكرة القدم. أما مع النوادي، فقد لعب مع نادي بونر ونادي ساندهاوزن ونادي فرايبورغ ونادي كولن.

## وصلات خارجية
- لوكاس كوبلر على موقع الاتحاد الأوربي (الإنجليزية)
- لوكاس كوبلر على موقع قاعدة بيانات كرة القدم.إي يو (الإنجليزية)
- لوكاس كوبلر على موقع بيانات كرة القدم. دي إي (الألمانية)
- لوكاس كوبلر على موقع Soccerway.com (الإنجليزية)
- لوكاس كوبلر على موقع عالم كرة القدم.نت (الإنجليزية)
- لوكاس كوبلر على موقع AS.com (الإسبانية)